# Marina Gilardoni
Marina Gilardoni (ur. 4 marca 1987 w Eschenbach) – szwajcarska skeletonistka, wicemistrzyni świata.

## Kariera
Do 2009 roku była bobsleistką, jednak nie odniosła większych sukcesów. Od 2010 roku uprawia skeleton; w zawodach Pucharu Świata zadebiutowała 2 grudnia 2011 roku w Igls, zajmując czternaste miejsce. Pierwszy raz na podium zawodów tego cyklu stanęła 11 grudnia 2015 roku w Königssee, zajmując trzecie miejsce. W zawodach tych wyprzedziły ją jedynie dwie Niemki: Tina Hermann oraz Jacqueline Lölling. W klasyfikacji generalnej sezonu 2015/2016 zajęła ostatecznie piąte miejsce. W 2016 roku wystartowała na mistrzostwach świata w Igls, gdzie zajęła czwartą pozycję. Walkę o podium przegrała tam z Rosjanką Jeleną Nikitiną o 0,25 sekundy. Była też między innymi piąta w zawodach drużynowych na rozgrywanych trzy lata wcześniej mistrzostwach świata w Sankt Moritz. W 2014 roku wystąpiła na igrzyskach olimpijskich w Soczi, gdzie była osiemnasta. Na rozgrywanych 4 lata później igrzyskach w Pjongczangu zajęła 11. lokatę. W lutym 2020 roku zdobyła srebrne medale w rywalizacji indywidualnej zarówno podczas mistrzostw świata w Altenbergu jak i mistrzostw Europy w Siguldzie.